# Gerda Klimek
Gerda Klimek, auch Gerda Klimek-Trummer oder Gerda Trummer-Klimek, bürgerlich: Gertrude Trummer (* 9. März 1923 in Wien als Gertrude Klimek; † 17. Jänner 2015 in Graz) war eine österreichische Schauspielerin, Chansonnière, Autorin, Kabarettistin, Kabaretttexterin und -komponistin.

## Leben und Wirken

### Herkunft
Gerda Klimek wurde am 9. März 1923 als Tochter des Staatsbahnbeamten Johann Albert Klimek (* 21. Jänner 1896 in Wien; † 28. Juli 1962 in Leoben) und dessen Ehefrau Anna (geborene Dörfler; * 3. September 1899 in Schwaderbach (tschechisch: Bublava) bei Grasslitz (tschechisch: Kraslice); † 2. März 1966 in Graz-Feldhof) in Wien geboren und auf den Namen Gertrude getauft. Drei Jahre später wurde hier ihre Schwester Ingeborg (* 10. Mai 1926 in Wien; † 8. April 2002 in Leoben), eine spätere technische Zeichnerin, geboren. Ihre Eltern hatten am 8. Mai 1921 geheiratet. Ihre Großeltern väterlicherseits waren der Magistratsoberoffizial Wilhelm Klimek (* 18. Februar 1873 in Wien; † ?) und dessen Ehefrau Bertha (geborene Novotny; * 21. Jänner 1875; † ?). Ihre Großeltern mütterlicherseits waren der Tischler Leander Dörfler (* 4. Jänner 1869; † ?) und dessen Ehefrau Anna (geborene Hartl; * 21. Juni 1869; † ?).

### Ausbildung und Kriegsdienst
Aufgrund des Berufs ihres Vaters als Bahnbediensteter musste die Familie oftmals ihren Wohnsitz wechseln. Um das Jahr 1937 zog die Familie von Rosenbach nach Leoben und ließ sich hier nieder. In der obersteirischen Montanstadt absolvierte sie die Hauptschule, begann eine Lehre bei einem örtlichen Fotografen und trat etwa zur selben Zeit in die Musikschule und den Kirchenchor ein. Bald darauf wechselte sie die Arbeitsstelle und wurde als zahnärztliche Assistentin tätig. Neben ihrer beruflichen Tätigkeit als Ordinationshilfe machte sie – vorangetrieben durch ihren musikalischen Vater – eine Musikausbildung und besuchte später die Schauspielschule. Im letzten Kriegsjahr wurde sie zur Wehrmacht einberufen und an der Heeres- und Luftwaffennachrichtenschule in Halle (Saale) zur Funkerin ausgebildet. Gegen Kriegsende lebten auch die Großeltern väterlicherseits zumindest zeitweise in Leoben. Wenige Wochen vor Kriegsende kehrte sie von Halle (Saale) zu ihren Eltern in die Steiermark zurück und hat Auftritte in den Stücken Aschenbrödel (1945) oder Das Dreimäderlhaus (April 1946) im Stadttheater Leoben. Der Vater, der in Leoben in den Ruhestand ging, gehörte hier der Eisenbahnerkapelle an und wurde als Orchestermitglied im Jahre 1952 für seine ununterbrochene Tätigkeit mit einem Diplom geehrt.

### Künstlerischer Werdegang und Medienarbeit
Nach Kriegsende zog sie wieder nach Graz, wo sie bereits um 1944/45 kurzzeitig gelebt hatte, und setzte hier ihre durch ihre Eltern ermöglichte Schauspielausbildung fort. Nach dem Ablegen ihrer Schauspielprüfung an der Grazer Schauspielschule war sie Elevin am Grazer Landestheater und nahm neben dem Besuch der Schauspielschule gleichzeitig auch Gesangs- und Musikstunden am Konservatorium. Sie erhielt in dieser Zeit kleinere Operettenrollen und arbeitete später als Komponistin und Autorin für den Österreichischen Rundfunk (ORF). Je nach Quelle arbeitete sie 18 bzw. 25 Jahre lang als freie Mitarbeiterin beim ORF-Landesstudio Steiermark. Daneben schrieb sie Kolumnen, Serien oder Interviews für die Kleine Zeitung, wobei sie oftmals mit ihrem Ehemann zusammenarbeite, und war viele Jahre lang als Kabarettistin sowie als Kabarettautorin und -komponistin tätig – überwiegend für den ORF. Schwerpunkte dieser Arbeit waren vor allem Radiokabarett sowie Live-Auftritte. Nebenbei schrieb sie vorwiegend ab den 1960er Jahren Kabaretttexte für Grazer Ensembles wie Forum Zoo, Die Tellerwäscher, Der Würfel oder Die Gal(l)eristen, bei denen sie auch als Komponistin und Darstellerin mitwirkte. Beim Film Holiday am Wörthersee aus dem Jahr 1956 war sie als einer der Drehbuchautoren beteiligt. Des Weiteren verfasste sie Beiträge für Fernsehsendungen von und mit Gerhard Bronner, darunter Zeitventil, und war in den 1970er Jahren mit Texten für den Villacher Fasching beteiligt. 1978, ein Jahr nachdem sie zusammen mit Ewald Autengruber für Kabarocker das Barockkabarett Schielleiten getextet und gespielt hatte, wurde sie für zehn Jahre (bis 1988) Mitautorin, -komponistin und Darstellerin des besagten Grazer Kabarettensembles Die Gal(l)eristen. 1985 sah man sie in einer Episode der Fernsehserie Der Sonne entgegen in der Rolle der Mauserl.

### Literarisches und publizistisches Schaffen / Zusammenarbeit mit Sepp Trummer
Darüber hinaus war sie publizistisch, literarisch und organisatorisch vielseitig tätig: Sie schrieb unter anderem für weitere Zeitungen, veröffentlichte zahlreiche Bücher, moderierte und organisierte Veranstaltungen. Nachdem sie bereits davor publiziert hatte, erschien im Jahr 1977 ihr erstes Buch, dem in den folgenden Jahrzehnten knapp dreißig weitere Werke mit unterschiedlichsten Inhalten folgten. Zudem war sie als Regisseurin und Schauspielerin beschäftigt. Zu den musikalischen und kabarettistischen Projekten, die sie organisierte und leitete, zählen unter anderem das Weiberkabarett (1975; mit Lore Krainer) sowie Auftritte im Simpl in Wien. Das Weiberkabarett mit dem Titel Weiber, Weiber, Weiber entstand anlässlich des Internationalen Jahres der Frau und wurde von ihr gemeinsam mit Lore Krainer getextet und komponiert. Mit diesem Programm traten beide sowohl auf renommierten österreichischen Bühnen als auch im Fernsehen auf. Gemeinsam mit ihrem Ehemann, dem Humoristen Josef „Sepp“ Trummer (* 7. Dezember 1921 in Graz; † 5. August 2020 ebenda), den sie während ihrer Tätigkeit als Zahnarztassistentin kennengelernt und am 28. Oktober 1952 geheiratet hatte, trat sie immer wieder im Fernsehen und auf der Bühne auf. Aus der Ehe gingen zwei Töchter hervor: Susanne (* 1956) und Constanze (* 1960). Das Ehepaar begann bereits Ende der 1940er Jahre eine jahrzehntelange gemeinsame Rundfunkarbeit bei der Sendergruppe Alpenland und dem bereits erwähnten späteren ORF-Landesstudio Steiermark.

### Theaterarbeit und Salonprojekte / Engagement für Generationenbildung
Klimek, die im Laufe ihres Lebens mehrere hundert Chansontexte schrieb, die sie teilweise auch selbst vertonte, betreute ab 1977 über einen Zeitraum von 23 Jahren die Wildoner Schloßbergspiele – als künstlerische Leiterin, Regisseurin, Dramaturgin und Dramatikerin. Von 1990 bis 1999 gestaltete sie den Musikalisch-literarischen Salon im Grazer Hotel Erzherzog Johann, an dem sich Künstlerinnen und Künstler aus Graz und Wien beteiligten. Regelmäßige Begleiter der Veranstaltungsreihe waren Sepp Trummer und Karlheinz Donauer. Im Rahmen dieser Veranstaltungsreihe begrüßte sie zahlreiche prominente Gäste, darunter Hugo Wiener, Cissy Kraner, Walther Reyer, Trude Marzik und den Rockmusiker Wilfried. In ähnlichem Format fand von 1997 bis 2005 die Reihe Die Blaue Stunde im Robert-Stolz-Museum, im ersten Stock des Palais Inzaghi, statt. Ab 1996 betreute sie die Theatergruppe der GEFAS, der Akademie für Generationen, eine steirischen Bildungseinrichtung mit Sitz in Graz, die sich auf Generationenbildung, aktives Altern und soziale Teilhabe älterer Menschen spezialisiert hat. Daneben leitete sie auch Kurse an der GEFAS Urania, einer Zusammenarbeit zwischen der GEFAS und der Urania Steiermark, wobei ihr Hauptinteresse in der generationenverbundenen Arbeit lag.

### Weitere Projekte und Wettbewerbe / Letzte Jahre und Tod
Ab 2003, dem Jahr als Graz Kulturhauptstadt Europas war, erfolgte die Installation der Grazer Bezirksreihe Grazer Wege – musikalisch-literarische Straßenkarte. Zudem war sie für die Organisation und Umsetzung eines Kinderkompositionswettbewerbs verantwortlich. Darüber hinaus veröffentlichte Klimek zahlreiche Kulissengeschichten und Beiträge in verschiedenen Medien sowie fünf Hefte mit eigenen Kompositionen und Texten, Schallplatten, Kassetten, eine Mülloper und weitere Werke.
Am 17. Jänner 2015 starb Klimek, die zuletzt in einem Seniorenheim in Graz-Mariatrost gelebt hatte, im Alter von 91 Jahren. Sie hinterließ ihren Ehemann, der sie um mehr als fünf Jahre überlebte, sowie ihre beiden Töchter und deren Familien.

### Würdigungen und Mitgliedschaften
Klimek wurde im Laufe ihres Lebens vielfach geehrt und wurde etwa im Jahr 1980 mit dem Goldenen Ehrenzeichen der Stadt Graz sowie dem Goldenen Ehrenzeichen des Landes Steiermark ausgezeichnet. Darüber hinaus erhielt sie im Jahr 1990 den Anerkennungspreis des Förderungspreises für Kinder- und Jugendliteratur des Landes Steiermark und drei Jahre später die Große Goldene Erzherzog-Johann-Medaille des Landes Steiermark. Im Jahr 1994 wurde Klimek, die Mitglied der IG Autoren und des Österreichischen PEN-Clubs sowie Vizepräsidentin des Steirischen Schriftstellerbunds und des Steirischen Tonkünstlerbunds war, der Ehrentitel Professor zuteil.
Anlässlich ihres 85. Geburtstages im Jahr 2008 widmete das Österreichische Kabarettarchiv Klimek in Kooperation mit der Steiermärkischen Landesbibliothek eine Ausstellung. Die Ausstellung war bei freiem Eintritt von 28. März bis 28. April 2008 in den Räumlichkeiten der Steiermärkischen Landesbibliothek in Graz und von 1. Mai bis 25. Juni 2008 in der Galerie in der Kirchenmauer in Straden zu sehen.
Ein Teilvorlass wurde dem Österreichischen Kabarettarchiv im Jahr 2008 von Klimek persönlich übergeben. In zwei Archivboxen und einer Plakatrolle enthalten sind Kabaretttexte, Chansons, Couplets, Bühnenmusik, aber auch Fotos, Programmhefte und Plakate. Ein weiterer Nachlass, der teilweise bereits als Vorlass einlangte, befindet sich im Steirischen Literaturarchiv der Steiermärkischen Landesbibliothek, sowie im Literaturarchiv der Österreichischen Nationalbibliothek.

## Auszeichnungen und Ehrungen (Auswahl)
- 1980: Goldenes Ehrenzeichen der Stadt Graz
- 1980: Goldenes Ehrenzeichen des Landes Steiermark
- 1990: Anerkennungspreis des Förderungspreises für Kinder- und Jugendliteratur des Landes Steiermark
- 1993: Große Goldene Erzherzog-Johann-Medaille des Landes Steiermark
- 1994: Ernennung zum Professor

## Veröffentlichungen (Auswahl)

### Belletristik
- Österreichisch gelacht. Ein Vorwörterbuch des Humors. Satiren, Gedichte, Aphorismen, Verlag Ploetz und Außerhofer, Graz 1977.[11]
- Ein Lächeln für das ganze Jahr. Die andere Seite. Gedichte, Verlag Ploetz und Außerhofer, Graz 1978.[12]
- Mein Leben war lebenswert. Die Erinnerungen Rudolf Carls. Biographie, Verlag Ploetz und Außerhofer, Graz 1979.
- Ich bin die Zwetschnik. Aus dem Leben einer Raumpflegerin, Leykam 1989.[13]
- So ein Theater. Geschichten aus dem Grazer Theaterleben, Oper, Schauspiel, Kabarett und Funk, Verlag für Sammler, Graz 1989, ISBN 3-85365-073-2.[14]
- das steyerische ABC, Koralpendruck, Graz 1990.
- Einmal wieder Adam sein. Chansons zum Lesen. Chansontexte, Edition Strahalm, Graz 1992.
- Künstler kochen gerne, Edition Strahalm, Graz 1993.[15]
- Mund auf … Augen zu, Edition Strahalm, Graz 1994.
- Peter Rosegger. Die steirischi Londsgschicht. Auf Gspoas und Ernst kurz und bündi dazählt
- Das Buch vom Salon. Poesie und Humor aus Vergangenheit und Gegenwart
- Aufdenken. Weisheiten der Welt auf steirisch. In der Übersetzung von Gerda Klimek, Edition Strahalm, Graz 1995.
- Liebe Edith … Liebe Gerda. Briefe über das Älterwerden (gemeinsam mit Edith Münzer), Edition Strahalm, Graz 1996.
- Sepperl, fast ein Bilderbuch, Edition Strahalm, Graz 1996.[16]
- Aus alter Zeit – also von heute
- Das große steirische Hausbuch, Edition Strahalm, Graz 1998.
- Böse Lieder jenseits von Siebzig, Edition Strahalm, Graz 1999.
- Rückkehr ins Nichts … und andere Erzählungen, Edition Strahalm, Graz 2001.
- Wunderbare alte Leute, Edition Strahalm, Graz 2001.
- Geh’ mit Gott, aber geh’. Rückkehr ins Nichts. Müll in Moll. 3 Bücher in Schuber, Edition Strahalm, Graz 2001.
- Mit dem Finger im Spinat. Erinnerung an Gespräche mit prominenten Künstlern, Edition Strahalm, Graz 2008.

### Kinder- und Jugendliteratur
- Kurzspiele für Kinder, Dr. Heinrich Buchner Verlag, München 1965.
- Das Knödelschießen. Der schwarze Kater. Die Gleichberechtigung. Drei Spezialitäten aus der Speisekarte des Kabaretts „Die Tellerwäscher“, Spiel und Fest, Graz 1966. (3 × 10 Minuten Lachen; 31)[17]
- Das Lachverbot. Ein Scherzspiel für Mädchen ab 8 Jahren, Dr. Heinrich Buchner Verlag/Spiel und Fest, München/Graz 1969. (Unsere lustigen Einakter; 61)[18]
- Drei Affen. Tante Tina und der Wolf. Das Echo. Drei Mädchenszenen für 5–9-Jährige, Dr. Heinrich Buchner Verlag/Spiel und Fest, München/Graz 1969. (3 × 10 Minuten Lachen; 54)[18]
- Zwischenfall im Modesalon. Die Kochschule. Das Rezept. Drei heitere Szenen für Mädchen ab 11 Jahren, Dr. Heinrich Buchner Verlag/Spiel und Fest, Graz 1969. (3 × 10 Minuten Lachen; 53)[18]

### Theaterstücke
- Das Spiel auf der Brücke. Theaterstück, Spiel und Fest, Graz 1970.
- Der Schuster als Gespenst. Volksstück nach Peter Rosegger, Österreichischer Bühnenverlag Kaiser, Wien 1980.
- Ein Stück Sommer. Naturbühne am Wildoner Schloßberg, 1991.
- Hans Lippl, vulgo Faust. Naturbühne am Wildoner Schloßberg, 1992.

### Kabaretts
- Das Ganze von vorn, Galerie Moser, Graz 1979. (mit Ewald Autengruber)
- Steirische Frohkost, Galerie Moser, Graz 1983. (mit Ewald Autengruber)
- Durch Steier Mark & Pein, Galerie Moser, Graz 1986. (mit Ewald Autengruber)

### Hörspiele
- Die Partitur, 1965.

### Schallplatten/CDs
- Mutter, ich hab’ eine Bitte an dich (Schellackplatte; mit Friedl Althaller)
- Die Gal(l)eristen, Wir vom Kabarett, Gepa Records, Graz 1982. (Schallplatte; mit Sepp Trummer, Franz Friedrich, Ewald Autengruber)
- Lachen wieder erlaubt, Unikum Verlag, Graz. (Schallplatte; und Sepp Trummer)
- Gerda Klimek vertont Gerda Klimek (CD)